# Karl Braunias

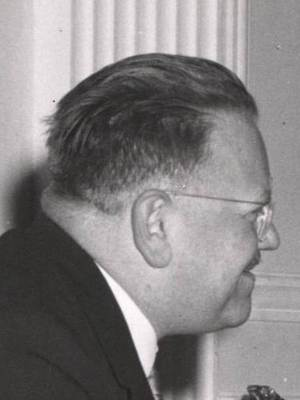
Karl Braunias

Karl Braunias (* 16. Juni 1899 in Wien; † 19. August 1965 ebenda) war ein österreichischer Botschafter, Jurist und Hochschullehrer.

## Leben
Von 1924 bis 21. März 1933 lehrte Braunias als Privatdozent am „Institut für Statistik der Minderheitsvölker“ der Universität Wien, IX, Michelblumengasse 8, deutschnationale Volkstumsforschung, Deutsches und Vergleichendes Recht und veröffentlichte er in der Zeitschrift für Geopolitik von Karl Haushofer, Erich Obst. Am 22. März 1927 trat Braunias in den Chiffredienst der Abteilung Auswärtiges Amt des Bundeskanzleramtes ein. Von 21. März 1933 bis 19. Dezember 1956 war er Universitätsdozent für Allgemeine Staatslehre an der Universität Wien.
Karl Braunias beantragte am 28. Juni 1938 die Aufnahme in die NSDAP mit Verweis auf seine Verdienste um die Partei, während diese in Österreich illegal war, zog den Antrag aber 1939 zurück. Er wurde in den auswärtigen Dienst des Deutschen Reichs übernommen. 1939 war er Konsularreferent in der Reichstatthalterei Wien und Zugeteilter bei Andor Hencke, Vertreter des Auswärtigen Amtes im Protektorat Böhmen und Mähren. Von 1939 bis 1942 wurde er in der Wilhelmstraße (Berlin-Mitte) beschäftigt. Von 1942 bis 1943 wurde er im Reichsarchiv-Wien beschäftigt, dann wurde auch auf ihn das Gesetz zur Wiederherstellung des Berufsbeamtentums angewendet, er wurde am 31. Dezember 1943 als Oberregierungsrat in den dauernden Ruhestand versetzt.
Am 30. April 1945 wurde er zum Sektionsrat im Bundeskanzleramt in Wien berufen. Von Mai bis November 1946 war er Geschäftsträger in Moskau.
Am 8. Dezember 1949 wurde er zum Legationsrat zweiter Klasse befördert.
Von 1949 bis 1952 war er Geschäftsträger in Belgrad.
Am 7. März 1952 besprach er mit dem britischen Botschafter in Belgrad, Sir William Ivo Mallet das Thema Österreichischer Staatsvertrag.
Von März 1955 bis April 1956 war er außerordentlicher Gesandter und bevollmächtigter Minister in Budapest.
Im April 1956 wurde er zurückberufen und zum 31. Dezember 1963 in den Ruhestand versetzt. Er wurde am Döblinger Friedhof bestattet. Das Grab ist bereits aufgelassen.

## Auszeichnungen
- 1962: Großes Silbernes Ehrenzeichen für Verdienste um die Republik Österreich[8]

## Veröffentlichungen
- Die Deutschen in Bessarabien. In: Deutsche Politische Hefte aus Großrumänien, Mai 1923.
- Die politischen Parteien in Rumänien. In: Die politischen Parteien der Staaten des Erdballs, H. 17, 1926.
- Die Minderheiten in Rumänien. S. 46–80.
- Das parlamentarische Wahlrecht: Allg. Th., Band 2. de Gruyter, 1932; 320 S.
- F.: Staatsrecht, allgemeine Staatslehre; Verö.: Das parlamentarische Wahlrecht 1932
- Nationalgedanke und Staatsgestaltung. 1933.
- Volume 2 of Parlamentarische Wahlrecht: ein Handbuch über die Bildung der gesetzgebenden Körperschaften in Europa
- Das Wahlrecht in den einzelnen Staaten
- Österreich als Völkerreich. In: J. Nadler, Heinr. v. Srbik (Hrsg.): Österreichs Erbe und Sendung im deutschen Raum. Salzburg / Leipzig 1936
- Die Fortentwicklung des altösterreichischen Nationalrechts. 1938.
- Das tschechoslowakische Verfassungsleben im Spiegel der Demokratie.
- Die Grund- und Freiheitsrechte nach der neuen Sowjetverfassung. 1939.
- Die Slowaken. Stuttgart/Berlin 1942.
- Braunias, Neraviglia (Hrsg.): Die modernen Wissenschaften u.d. Aufgaben d. Diplomatie. Graz 1965.